# Варна (Болцано)
Варна (итал. Varna) је насеље у Италији у округу Болцано, региону Трентино-Јужни Тирол.
Према процени из 2011. у насељу је живело 1848 становника. Насеље се налази на надморској висини од 642 м.

## Становништво
| 1931. | 1936. | 1951. | 1961. | 1971. | 1981. | 1991. | 2001. | 2011. |
| ----- | ----- | ----- | ----- | ----- | ----- | ----- | ----- | ----- |
| 2.529 | 2.088 | 2.076 | 2.268 | 2.653 | 3.102 | 3.269 | 3.577 | 4.253 |